# Varázspuding
A Varázspuding (eredeti cím: The Magic Pudding) 2000-ben bemutatott  ausztrál zenés 2D-s számítógépes animációs film, amely Norman Lindsay könyve alapján készült. A forgatókönyvet Harry Cripps, Greg Haddrick és Simon Hopkinson írta, az animációs filmet Karl Zwicky rendezte, zenéjét Chris Harriott szerezte, producere Gerry Travers volt. 
Ausztráliában 2000. december 14-én mutatták be a mozikban, Magyarországon 2001. december 6-án adták ki VHS-en.

## Szereplők
| Szereplő          | Eredeti hang   | Magyar hang      |
| ----------------- | -------------- | ---------------- |
| Albert            | John Cleese    | Bognár Zsolt     |
| Bunyip Bluegu     | Geoffrey Rush  | Lippai László    |
| Bill Barnacle     | Hugo Weaving   | Uri István       |
| Sam Swanoff       | Sam Neill      | Galbenisz Tomasz |
| Buncle            | Jack Thompson  | Vass Gábor       |
| Ginger            | Mary Coustas   | Keönch Anna      |
| Meg Bluegum       | Toni Collette  | Fehér Juli       |
| Tom Bluegum       | Roy Billing    | Garai Róbert     |
| Watkin            | Greg Carrol    | Gyevát Ottó      |
| Béka a rönkön     | Sandy Gore     | Gyevát Ottó      |
| Oposszum          | Dave Gibson    | Bodrogi Attila   |
| Wattleberry bácsi | Dave Gibson    | Végh Ferenc      |
| Bandikut          | Michael Veitch | Szokol Péter     |
| Rumpus Bumpus     | John Laws      | Kajtár Róbert    |
| Papagáj           | Martin Vaughan | Kajtár Róbert    |

## Betétdalok
| Magyar                  | Magyar                                                 | Angol                      | Angol                                            |
| Dal                     | Előadó                                                 | Dal                        | Előadó                                           |
| ----------------------- | ------------------------------------------------------ | -------------------------- | ------------------------------------------------ |
| Viszlát ma múlt         | Lippai László                                          | It's A Wonderful Day       | Geoffrey Rush                                    |
| Albert, a varázspuding  | Bognár Zsolt Lippai László Uri István Galbenisz Tomasz | Albert, The Magic Pudding  | John Cleese Geoffrey Rush Sam Neill Hugo Weaving |
| Esküdtek                | Lippai László Uri István Galbenisz Tomasz              | The Puddin' Owner's Song   | Geoffrey Rush Hugo Weaving Sam Neill             |
| Én szívem gyereke       | Náray Erika                                            | My Heart Beats             | Toni Collette                                    |
| Mentsük meg a várost    | Lippai László Uri István Galbenisz Tomasz              | Save the Town              | Geoffrey Rush Hugo Weaving Sam Neill             |
| Az élet olyan csodaszép | Vass Gábor Náray Erika Galbenisz Tomasz                | In the Underground Tonight | Jack Thompson Mary Coustas Dave Gibson Chorus    |
| eredeti nyelven         | eredeti nyelven                                        | Friends                    | Merril Bainbridge                                |